# Tigrini
I tigrini (in lingua tigrina: ተጋሩ, Tigriña) sono un gruppo etnico originario e residente dell'area del Corno d'Africa, nativi dell'altopiano dell'Etiopia maggiormente nella regione del Tigrè e dell'Eritrea. 
Vengono altresì denominati: Tegaru, Agazian, Geezawian, Oritawian.

## Lingua
Il tigrino è una lingua semitica, scritta in caratteri ge'ez.
Unici in Africa, i tigrini hanno lingua, scrittura, numerazione, calendario proprio dai tempi antichi fino ai giorni nostri. 
La lingua tigrina non va confusa con l'affine lingua tigrè, parlata dall'egualmente affine etnia, nei pressi di Massawa, in Eritrea.

## Religione
I tigrini sono in maggioranza cristiani appartenenti alla Chiesa ortodossa copta ed a quella autocefala dell'Eritrea con minoranze di cattolici e protestanti. Le liturgie si svolgono tradizionalmente nell'antica lingua ge'ez.
La restante parte dei tigrini è di religione islamica sunnita, e sono conosciuti come Jeberti.
Di lingua tigrina è anche circa il 15% dei Falascia, di religione ebraica, oggi per lo più trasferiti in Israele.

## Storia
La regione abitata dai tigrini è quella in cui si è storicamente sviluppata la cultura Habesha (abissina) ed era il centro del Regno di Axum.
Successivamente i tigrini persero l'egemonia regionale in favore degli Amhara, che imposero all'Impero d'Etiopia la propria lingua.
I tigrini sono ricordati in Eritrea (allora Etiopia) per aver sconfitto le truppe italiane durante la Battaglia di Dogali prima, il 26 gennaio 1887 e in Etiopia il 1º marzo 1896 ad Adua, nella prima sotto la guida del Negus Yohannes IV e del suo fedelissimo Ras Alula nella seconda sotto la guida di Menelik II.
Fu proprio tra i tigrini che esplose l'insofferenza verso il regime del Derg che condusse, nel 1991, alla fine del regime di Menghistu Hailé Mariàm e, contemporaneamente, dopo 30 anni di lotta di liberazione, all'indipendenza dell'Eritrea. Furono infatti i tigrini del Fronte Popolare di Liberazione del Tigrè (o TPLF: Tigray People's Liberation Front) e gli eritrei (di tutte le etnie) del Fronte di Liberazione del Popolo Eritreo, ad assumere la leadership militare della rivolta contro il regime di Addis Abeba.

## Presenza nel mondo
Oltre che in Eritrea ed Etiopia vi sono importanti comunità tigrine in tutto il mondo dal 1960 in Italia dopo il colonialismo, ma grandi presenze si registrano anche in Israele, Sudan, Yemen, Stati Uniti d'America, Canada, Germania, Paesi Bassi, Norvegia e Svezia ed in diversi paesi Arabi.